# 山形市立蔵王第二小学校
山形市立蔵王第二小学校（やまがたしりつ ざおうだい2しょうがっこう）は、山形県山形市にある公立小学校である。

## 沿革
- 1900年（明治33年）4月 - 上野尋常小学校
- 1904年（明治37年）6月1日 - 校舎完成
- 1918年（大正7年）3月27日 - 掘田第二尋常高等小学校に改称
- 1941年（昭和16年）4月 - 堀田村第二国民学校に改称
- 1947年（昭和22年）4月1日 - 堀田村立堀田第二小学校に改称
- 1950年（昭和25年）10月10日 - 蔵王村立蔵王第二小学校に改称
- 1956年（昭和31年）12月23日 - 山形市立蔵王第二小学校に改称

## 学区
- 表蔵王、蔵王上野、蔵王半郷（三百谷地地区を除く）、東半郷、南半郷、蔵王堀田、蔵王松ヶ丘二丁目、東黒沢[2]

## 卒業後
- 山形市立蔵王第一中学校へ進学する[2]